# دوك لانديس
دوك لانديس (بالإنجليزية: Doc Landis)‏ هو لاعب كرة قاعدة أمريكي، ولد في 16 أغسطس 1854 في فيلادلفيا في الولايات المتحدة، وتوفي في 17 سبتمبر 1920.

## وصلات خارجية
- دوك لانديس على موقعبيزبول رفرنس.كوم (الدوري الرئيسي) (الإنجليزية)
- دوك لانديس على موقعبيزبول رفرنس.كوم (الدوري الثانوي) (الإنجليزية)